# Carabus townsendi
Carabus townsendi är en skalbaggsart som beskrevs av Thomas Casey. Carabus townsendi ingår i släktet Carabus och familjen jordlöpare. Inga underarter finns listade i Catalogue of Life.